# Li Jingjing (aviron)
Dans ce nom chinois, le nom de famille, Li, précède le nom personnel.
Pour les articles homonymes, voir Li Jingjing.
Li Jingjing (en chinois : 李晶晶), née le 15 juin 1994, est une rameuse chinoise. Elle est médaillée de bronze en huit féminin aux Jeux olympiques d'été de 2020.

## Carrière
Avec l'équipage chinois, elle remporte la médaille de bronze en huit féminin aux Jeux olympiques d'été de 2020 derrière les Canadiennes et les Néo-Zélandaises.

## Palmarès

### Jeux olympiques
- médaille de bronze en huit féminin aux Jeux olympiques d'été de 2020 à Tokyo

### Jeux asiatiques
- médaille d'or en deux de couple féminin aux Jeux asiatiques de 2018 à Jakarta